# Heinz Goldberg (Drehbuchautor)
Heinz Goldberg (* 30. Mai 1891 in Königsberg; † 2. Juli 1969 in Berlin) war ein deutscher Theaterregisseur und Drehbuchautor.

## Leben
Nach Studium und Promotion begann Goldberg 1913 eine Schauspielerlaufbahn am Rhein-Mainischen Verbandstheater in Frankfurt am Main. 1915 bis 1918 nahm er am Ersten Weltkrieg teil.
1919 kehrte er am Phantastischen Theater Berlin zur Bühne zurück. 1920 wurde er zusammen mit Emil Berisch Direktor des Neuen Volkstheaters. 1922 ging er als Regisseur an das Renaissance-Theater, 1925 wurde er Regisseur und Dramaturg am Lessingtheater.
1922 schrieb und inszenierte er für den Film die Künstlerbiografie Paganini mit Conrad Veidt als Titelhelden. In den folgenden Jahren beteiligte sich Goldberg als Autor oder Co-Autor an zahlreichen Drehbüchern. Sein Œuvre ist sehr vielgestaltig, neben Komödien und Gruselstorys wie Unheimliche Geschichten verfasste er auch die politisch brisanten Stoffe Dreyfus und 1914, die letzten Tage vor dem Weltbrand.
Wegen seiner jüdischen Herkunft musste er nach der „Machtergreifung“ der Nationalsozialisten 1933 Deutschland verlassen und ging nach Wien. Dort entstand 1935 sein letztes Filmdrehbuch. 1936/37 war er kurzzeitig in der Sowjetunion, wo er mit dem kurze Zeit später ermordeten Walter Haenisch an einem Heine-Projekt arbeitete, zum Zeitpunkt des Anschluss Österreichs aber wieder in Wien. Über die Schweiz und Frankreich konnte Goldberg 1939 nach London entkommen. In der dortigen Emigration hörte man nur noch von Versuchen, wieder im Theatersektor zu arbeiten. 1956 kehrte Goldberg nach Deutschland zurück und ließ sich in Berlin (West) nieder.
Seine Onkel waren der Opernsänger Albert Goldberg und der Schauspieler Jacques Goldberg.

## Filmografie
- 1923: Paganini (auch Regie)
- 1923: Der Geldteufel (auch Regie)
- 1924: Lumpen und Seide
- 1925: Elegantes Pack
- 1925: Der Herr Generaldirektor
- 1928: Eine Frau von Format
- 1928: Die kleine Sklavin
- 1929: Kinder der Straße
- 1930: Die letzte Kompagnie
- 1930: Dreyfus
- 1930: 1914, die letzten Tage vor dem Weltbrand
- 1930: Der Mann, der den Mord beging
- 1931: Danton
- 1931: Arm wie eine Kirchenmaus
- 1932: Was sagt Onkel Emil dazu?
- 1932: Lügen auf Rügen
- 1932: Chauffeur Antoinette
- 1932: Holzapfel weiß alles
- 1932: Unheimliche Geschichten
- 1933: Ganovenehre
- 1933: Ein Lied geht um die Welt
- 1933: Die Blume von Hawaii
- 1935: Letzte Liebe
- 1936: Heut’ ist der schönste Tag in meinem Leben[1]
- 1936: Merijntje Gijzen’s Jeugd